# سوکولنیتسه
سوکولنیتسه (به لاتین: Sokolnice) یک منطقهٔ مسکونی در جمهوری چک است که در ناحیه برنو-تسوونتری واقع شده‌است. سوکولنیتسه ۱۱٫۳۴ کیلومتر مربع مساحت و ۲٬۲۲۰ نفر جمعیت دارد و ۲۰۷ متر بالاتر از سطح دریا واقع شده‌است.